# Farolim da Cantareira
O Farolim da Cantareira, é um farol Português que se localiza na Cantareira, Cais do Marégrafo, na freguesia da Foz do Douro, cidade do Porto.
Trata-se de uma coluna com varandim e lanterna branca.
É o farolim anterior do enfiamento Cantareira-Sobreiras da entrada da Barra do Rio Douro.

## Cronologia
Século XVIII, provável construção do farolim.
Em 2007, devido à nova configuração da entrada da barra do Douro, após a construção dos novos molhes Norte e Sul, por se tornar desnecessário, foi apagado.
Em 2009 foi desactivado.

## Outras Características
- Fases das luzes: Luz, 5s; Eclipse, 1s.

## Informações
- Operacional: Não[3]
- Acesso: R. do Passeio Alegre.
- Aberto ao público: Sim.